# Бек, Иван Александрович
 Иван Александрович Бек  (25 декабря 1807 (6 января 1808) — 23 апреля (5 мая) 1842) — русский поэт и дипломат, первый муж Марии Аркадьевны Столыпиной (двоюродной сестры М. Ю. Лермонтова) (c 1837), дед князя С. Д. Горчакова.
Отец – Александр Иванович Бек (14.10.1779—27.02.1850), сын акушера императрицы Екатерины II Ивана Филипповича Бека (1735—1811).

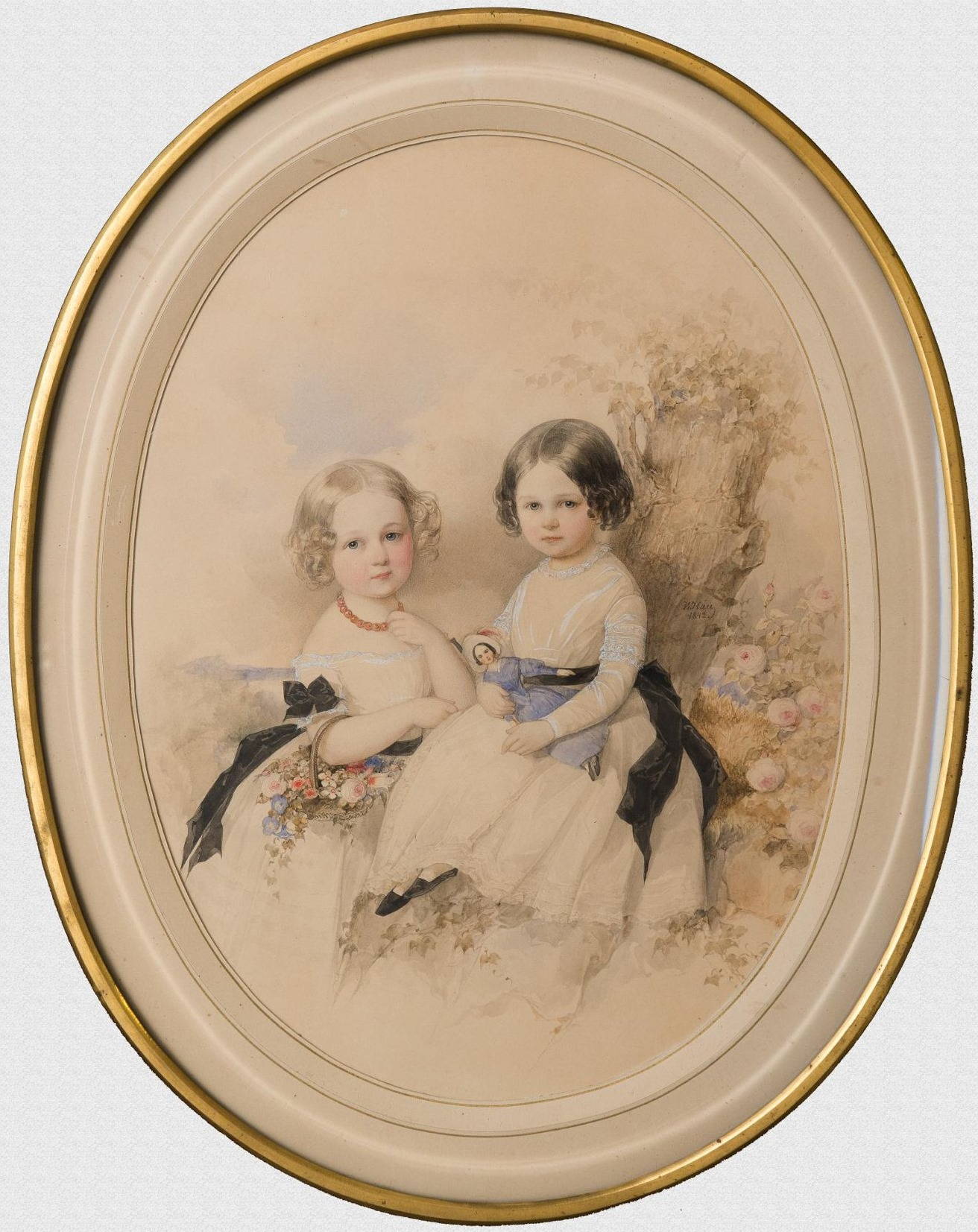
Девочки в парке. Сестры Вера и Мария Бек. Рис.1842 г.

Богатый помещик, в звании камер-юнкера служил по дипломатическому ведомству надворным советником. В 1827 году он, находясь в Дрездене, сблизился с А. И. Тургеневым, который нашел в его юных произведениях «истинный талант и какой-то вкус, тем же талантом угаданный». «Он испытывает свои силы в переводе Вергилия и образует вкус свой по древним и новым классикам», прибавляет Тургенев. Кроме того, он обнаруживал способности к живописи и музыке, вращался в кругу молодых художников. 
В семье Ивана Александровича родились две девочки — Мария Ивановна Бек (в замужестве Ламсдорф) (1839—1866) и Вера Ивановна Бек (в замужестве Горчакова, жена Дмитрия Сергеевича Горчакова) (1840—1912).
Позже Бек состоял при миссии в Голландии, одновременно с князем Павлом Вяземским, который вскоре после смерти поэта женился на его вдове, Марии Аркадьевне, урожденной Столыпиной.
Из произведений Бека в печать попало весьма немного вещей, помещенных в «Московском Наблюдателе», «Литературных прибавлениях к Русскому Инвалиду», «Библиотеке для чтения», «Современнике» и «Утренней заре» за 1836—1841 годы. Почти все эти стихотворения воспевают любовь, которая иногда рисуется поэту как залог бессмертия. Его перевод отрывков из «Фауста», напечатанный в «Современнике» за 1837 год, был по ошибке приписан Э. Губеру.